# Cacoxenus parallelinervis
Cacoxenus parallelinervis är en tvåvingeart som först beskrevs av Oswald Duda 1924.  Cacoxenus parallelinervis ingår i släktet Cacoxenus och familjen daggflugor. Inga underarter finns listade i Catalogue of Life.